# La Flèche brisée (série télévisée)
Pour les articles homonymes, voir La Flèche brisée et Broken Arrow.
La Flèche brisée (Broken Arrow) est une série télévisée américaine en 73 épisodes de 26 minutes, créée d'après le film homonyme et diffusée entre le 25 septembre 1956 et le 24 juin 1958 sur le réseau ABC.
En France, la série a été diffusée à partir du 22 octobre 1960 sur la RTF Télévision, et au Québec à partir du 15 octobre 1963 à la Télévision de Radio-Canada.

## Distribution
- John Lupton : Tom Jeffords
- Michael Ansara : Cochise

### Invités
- Florenz Ames
- Robert Blake
- Ted de Corsia
- Robert Foulk
- Paul Langton
- Mort Mills
- Leonard Nimoy

## Épisodes
1. Pilot, diffusé le 2 mai 1956 dans The 20th Century Fox Hour (en)

### Première saison (1956-1957)
1. The Mail Riders
2. La bataille d'Apache (Battle at Apache Pass)
3. Indian Agent
4. Le captif (The Captive)
5. Passage Deferred
6. Medicine Man
7. Hermano
8. Justice (Justice)
9. Return from the Shadows
10. Cry Wolf
11. The Conspirators
12. The Raiders
13. Le massacre (Apache Massacre)
14. Le sauvetage (The Rescue)
15. Vol de chevaux (Apache Dowry)
16. The Trial
17. The Missionaries
18. The Challenge
19. The Doctor
20. Powder Keg
21. Legacy of a Hero
22. Rebellion
23. Ghost Face
24. Johnny Flagstaff
25. The Desperado
26. Fathers and Sons
27. Quarantine
28. Ordeal
29. The Assassin
30. The Archaeologist
31. Apache Girl
32. The Broken Wire
33. Attack on Fort Grant

### Deuxième saison (1957-1958)
1. White Man's Magic
2. Conquistador
3. Apache Child
4. Ghost Sickness
5. Black Moment
6. The Arsenal
7. Devil's Eye
8. The Teacher
9. The Bounty Hunters
10. Renegades Return
11. Smoke Signal
12. Son of Cochise
13. White Savage
14. Indian Medicine
15. Water Witch
16. Kingdom of Terror
17. Bad Boy
18. Massacre
19. Shadow of Cochise
20. Warrant for Arrest
21. Escape
22. Aztec Treasure
23. Hired Killer
24. Panic
25. The Duel
26. Iron Maiden
27. The Sisters
28. War Trail
29. Turncoat
30. Power
31. Bear Trap
32. Old Enemy
33. Blood Brothers
34. The Courage of Ling Tang
35. Backlash
36. Manhunt
37. The Outlaw
38. Jeopardy
39. The Transfer